# Effingham, Illinois
Effingham là một thành phố thuộc quận Effingham, tiểu bang Illinois, Hoa Kỳ. Năm 2010, dân số của thành phố này là 12328 người.

## Dân số
Dân số qua các năm:
- Năm 2000: 12384 người.
- Năm 2010: 12328 người.